# 湖景邨
湖景邨（英語：Wu King Estate）是香港房屋委員會轄下公共屋邨之一，位於香港新界屯門新市鎮南部近蝴蝶灣，於1982年入伙，由香港房屋委員會管理。

## 屋邨簡介
香港房屋委員會於1980年在屯門新市鎮興建蝴蝶邨第一期，包括三幢21至24層高的雙塔式大廈屬湖景邨第一期，由新昌營造承建。其後再加建三幢同一類型大廈為湖景邨第二期，由安利（蕭氏）建築有限公司承建。
蝴蝶邨分作六期發展，為方便管理，房委會於1981年將蝴蝶邨第一至六期分拆成三個屋苑，第一及三期成爲湖景邨，第五期則撥為居屋兆山苑發售。「湖景」帶有「湖光山色」之意，表達出該處美麗環境。

## 屋邨資料

### 住宅樓宇
| 樓宇名稱（座號）            | 門牌號碼  | 樓宇類型 | 落成年份 | 樓宇層數 （住宅層數）                    | 每層單位數目               | 每座單位總數（伙） | 建築師        | 承建商                   | 提供升降機的廠商 （更換前） | 提供升降機的廠商 （更換後） | 期數                  |
| --------------------------- | --------- | -------- | -------- | ---------------------------------------- | -------------------------- | ------------------ | ------------- | ------------------------ | --------------------------- | --------------------------- | --------------------- |
| 湖畔樓（第1座） （英語：Wu Boon House）  | 湖畔街4號 | 雙塔式   | 1982年   | 20／23 （高座：2-24樓） （低座：2-21樓） | 34（2-21樓） 17（22-24樓） | 731                | 房屋署 建築師 | 新昌營造                 | 快高靈                      | 奧的斯                      | 1 （原為蝴蝶邨第1期） |
| 湖光樓（第2座） （英語：Wu Kwong House）  | 湖昌街2號 | 雙塔式   | 1982年   | 20／23 （高座：2-24樓） （低座：2-21樓） | 34（2-21樓） 17（22-24樓） | 731                | 房屋署 建築師 | 新昌營造                 | 快高靈                      | 奧的斯                      | 1 （原為蝴蝶邨第1期） |
| 湖碧樓（第3座） （英語：Wu Pik House）  | 湖畔街2號 | 雙塔式   | 1982年   | 20／23 （高座：2-24樓） （低座：2-21樓） | 34（2-21樓） 17（22-24樓） | 731                | 房屋署 建築師 | 新昌營造                 | 快高靈                      | 奧的斯                      | 1 （原為蝴蝶邨第1期） |
| 湖翠樓（第10座） （英語：Wu Tsui House） | 湖暉街4號 | 雙塔式   | 1983年   | 20／23 （高座：2-24樓） （低座：2-21樓） | 34（2-21樓） 17（22-24樓） | 731                | 房屋署 建築師 | 安利（蕭氏）建築有限公司 | 乘賓 （Sabiem）             | 日立                        | 2 （原為蝴蝶邨第3期） |
| 湖暉樓（第11座） （英語：Wu Fai House） | 湖暉街6號 | 雙塔式   | 1983年   | 20／23 （高座：2-24樓） （低座：2-21樓） | 34（2-21樓） 17（22-24樓） | 731                | 房屋署 建築師 | 安利（蕭氏）建築有限公司 | 乘賓 （Sabiem）             | 日立                        | 2 （原為蝴蝶邨第3期） |
| 湖月樓（第12座） （英語：Wu Yuet House） | 湖暉街2號 | 雙塔式   | 1983年   | 20／23 （高座：2-24樓） （低座：2-21樓） | 34（2-21樓） 17（22-24樓） | 731                | 房屋署 建築師 | 安利（蕭氏）建築有限公司 | 乘賓 （Sabiem）             | 日立                        | 2 （原為蝴蝶邨第3期） |

（註：因第4至9座已分拆為蝴蝶邨，故略去部份座號。）

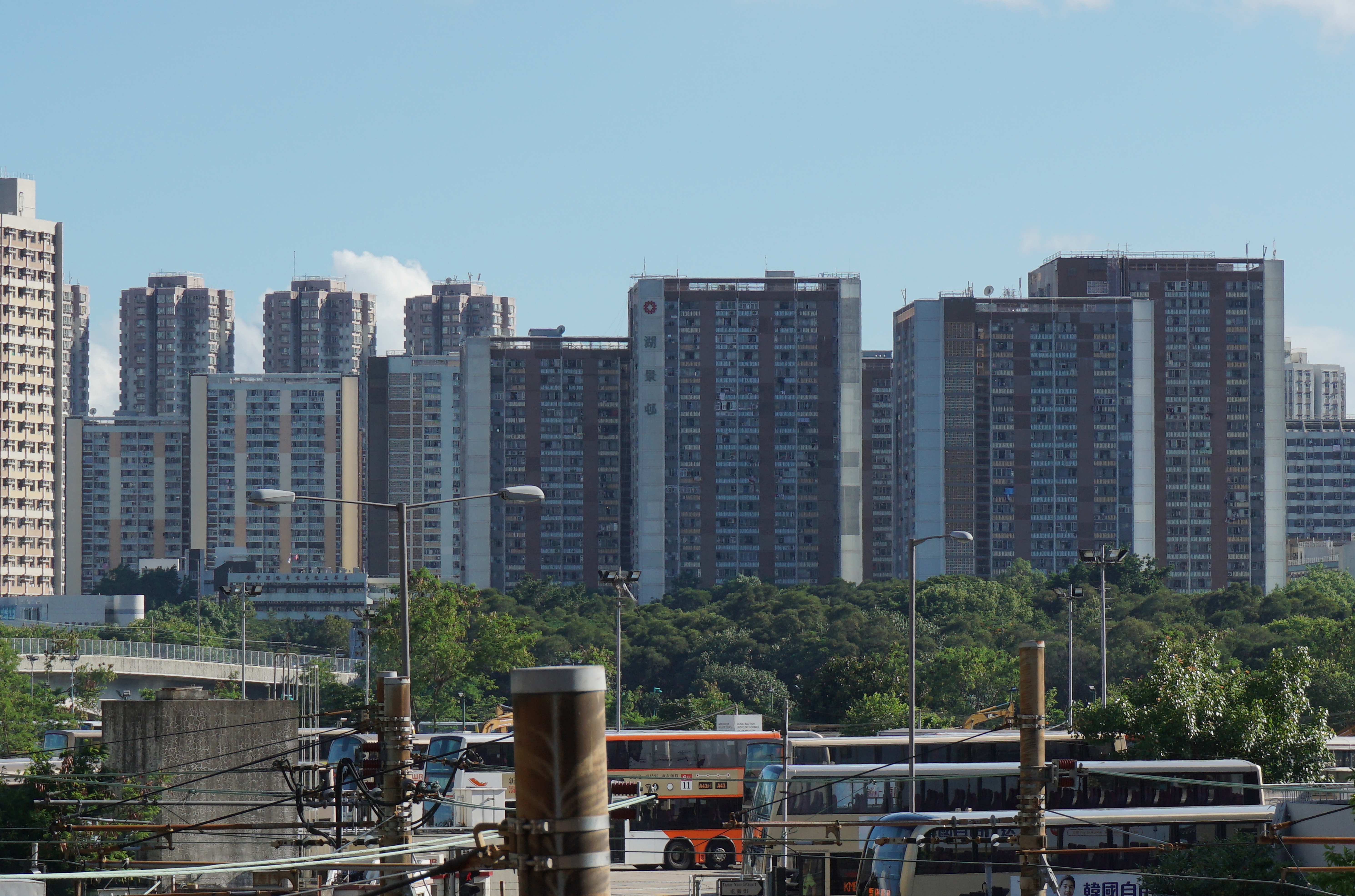
屯門泳池站遠眺湖景邨
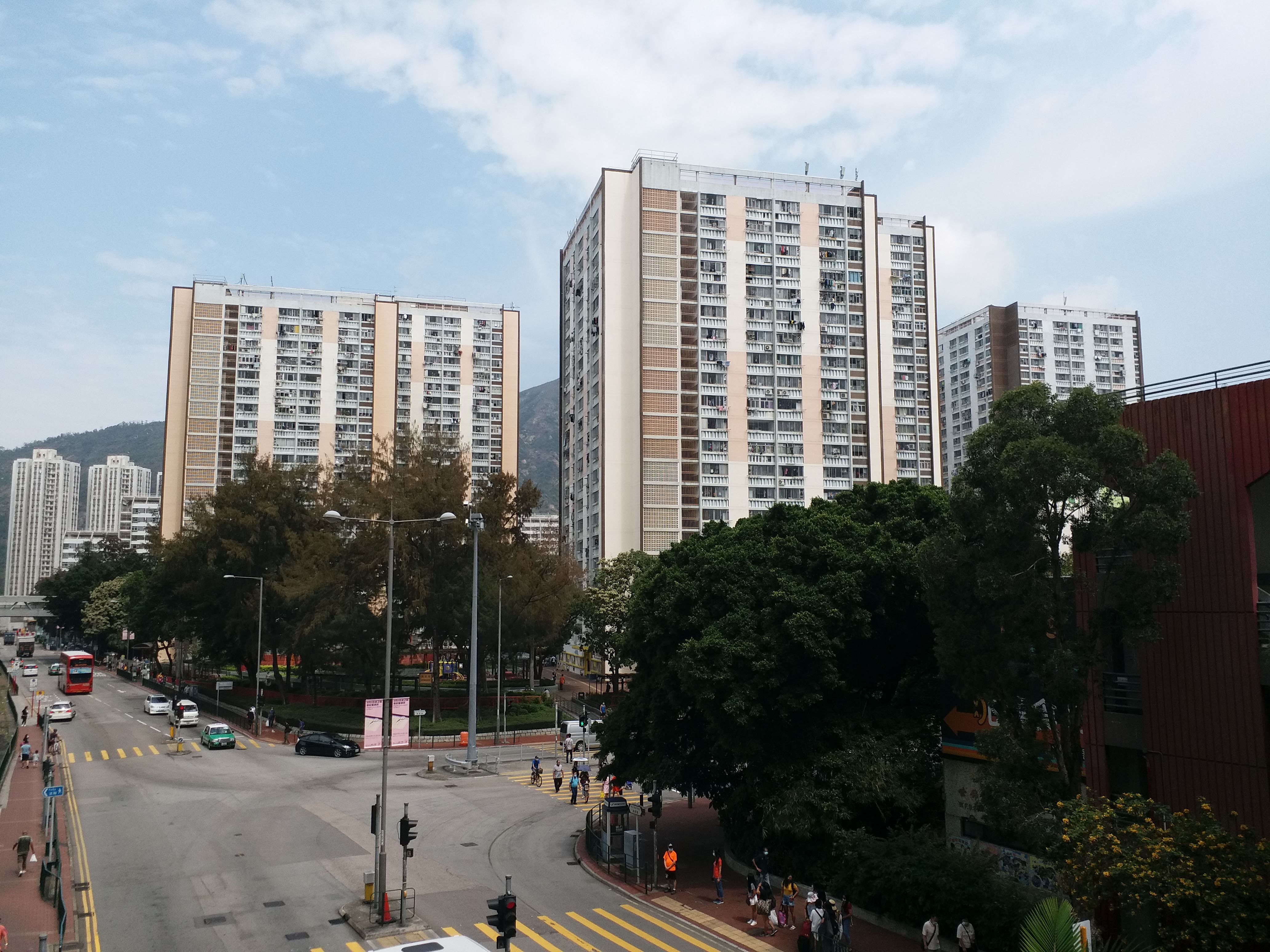
屬湖景邨第一期的湖碧樓（左）、湖畔樓（中）、湖光樓（右邊棕色樓宇）

### 設施
- 湖景邨屋邨辦事處（湖月樓地下）

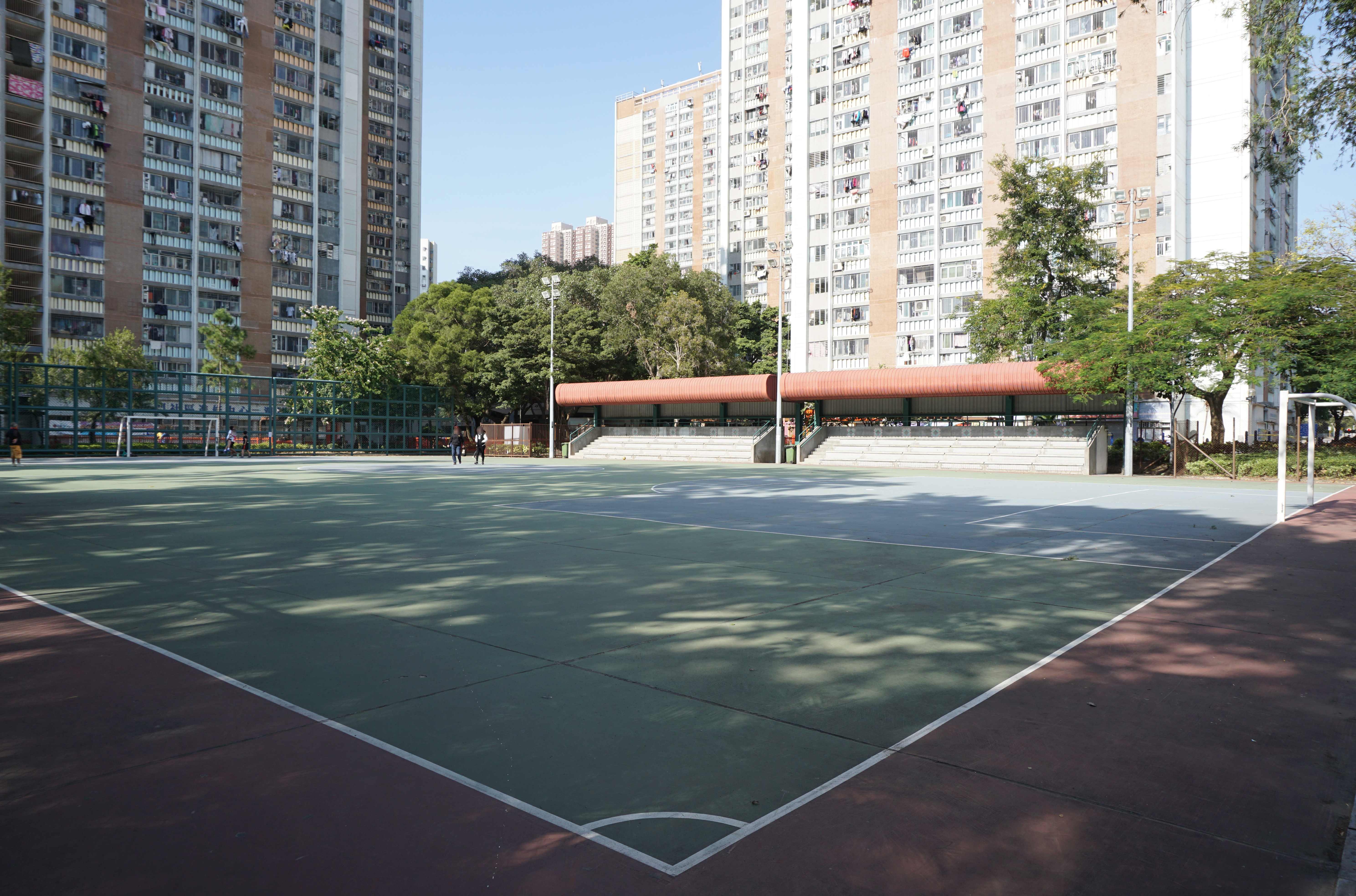
七人足球場

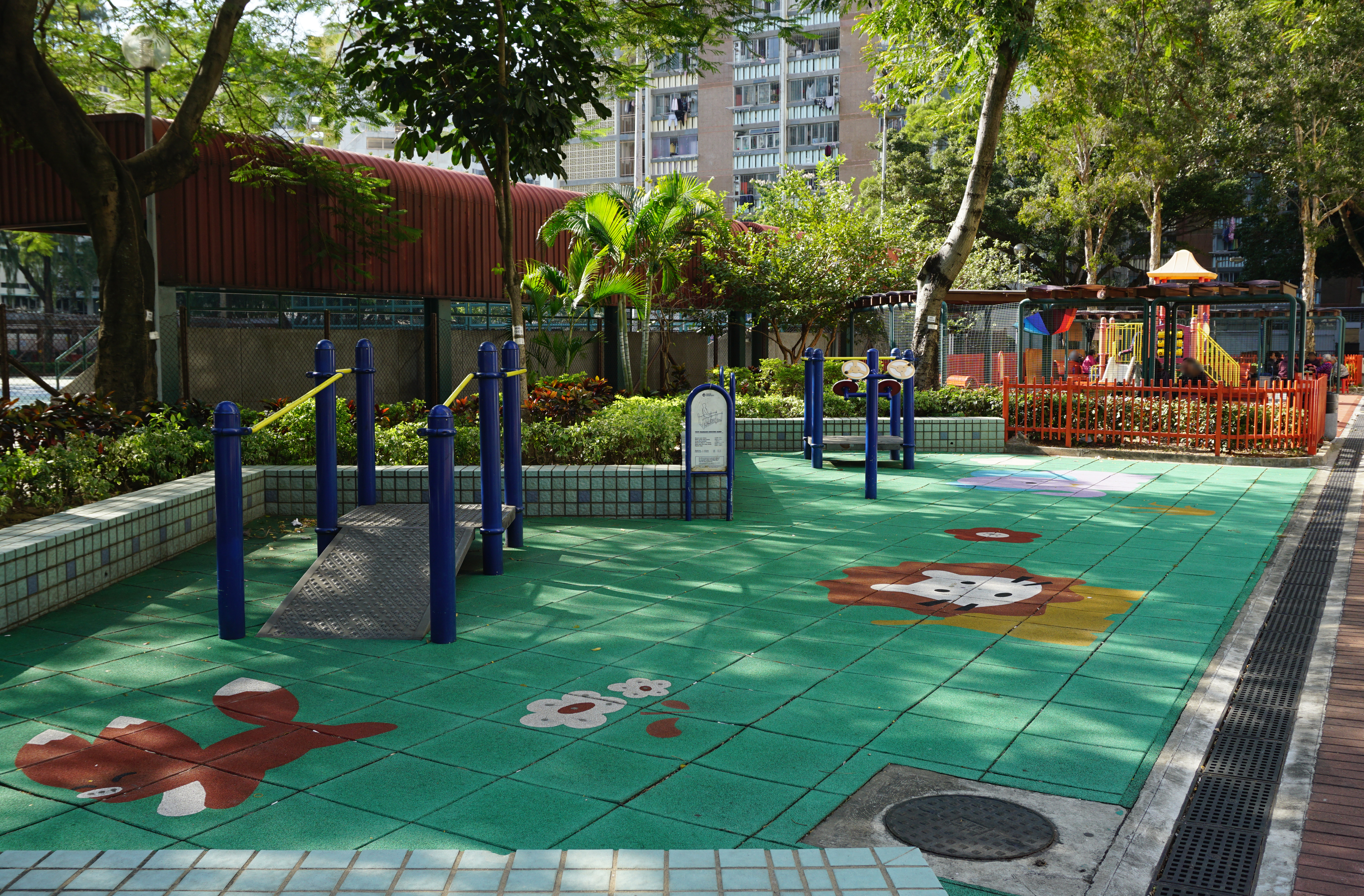
健體區（3）及兒童遊樂場（3）

- 香港房屋委員會屯門東區租約事務管理處湖景分處 （湖月樓地下）
- 湖景邨保安控制室（湖月樓地下）
- 湖景邨1號月租停車場
- 湖景邨2號月租停車場
- 排球場

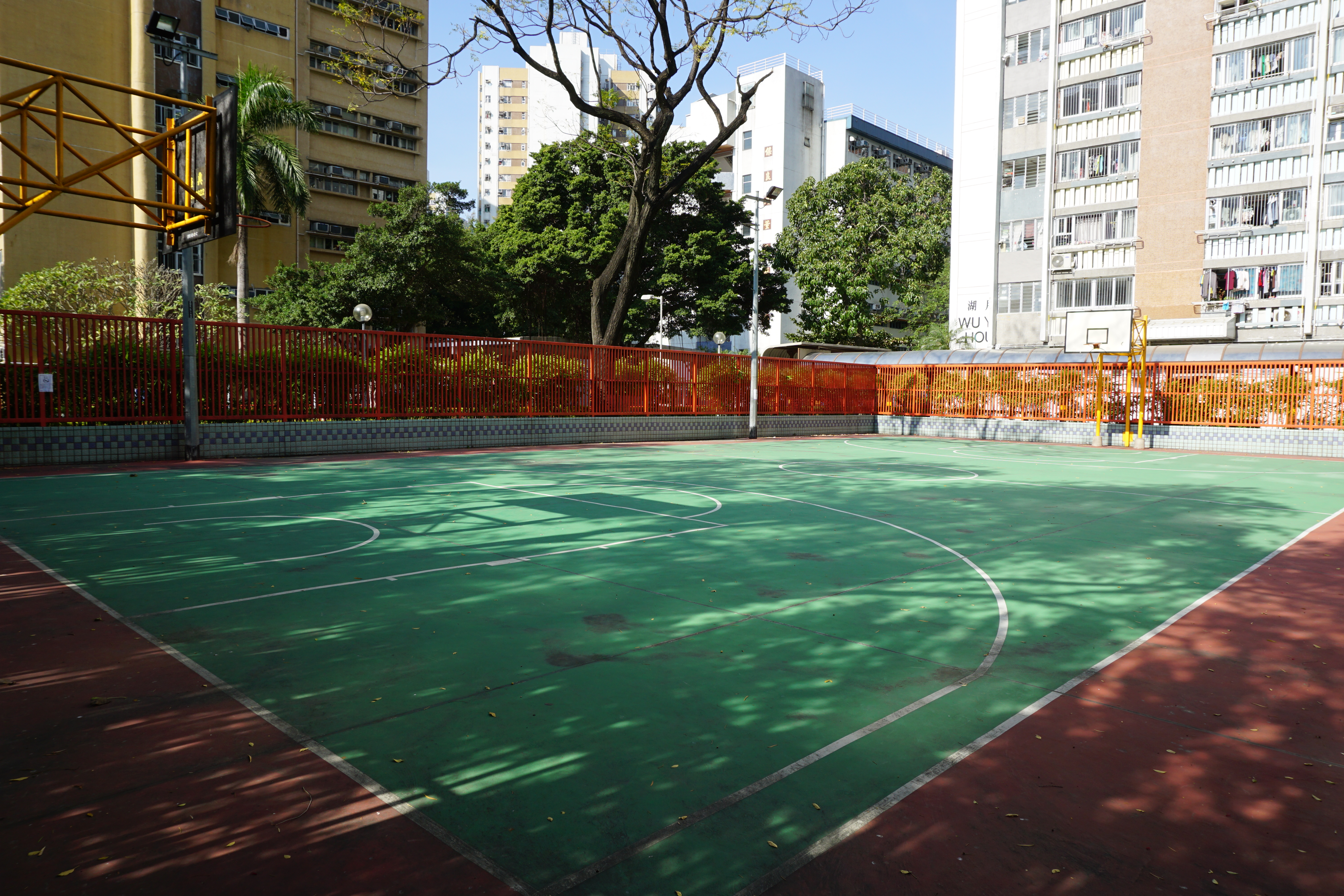
籃球場
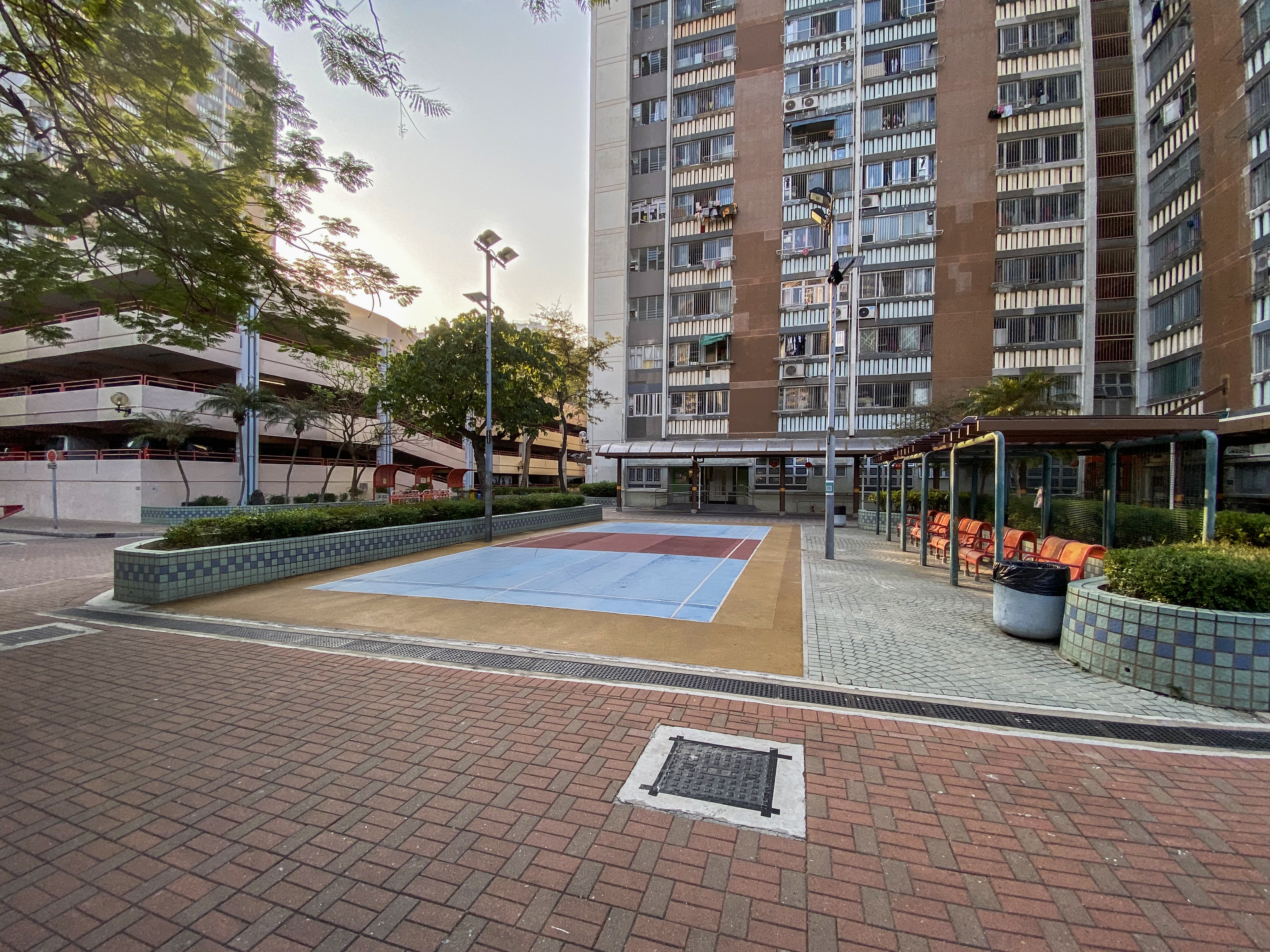
湖暉樓外的羽毛球場
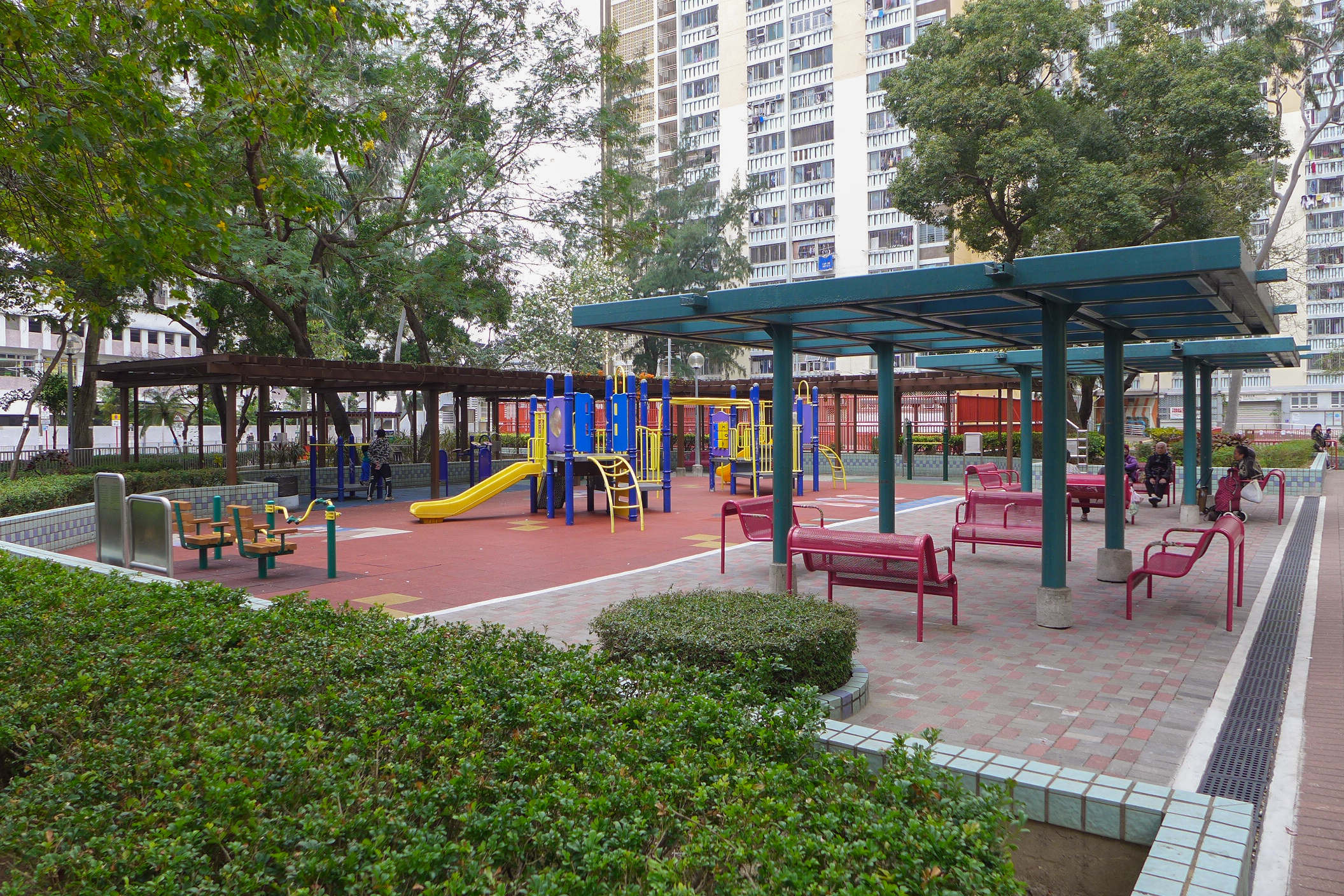
湖畔樓外的兒童遊樂場及健體區

- 羽毛球場
- 七人足球場
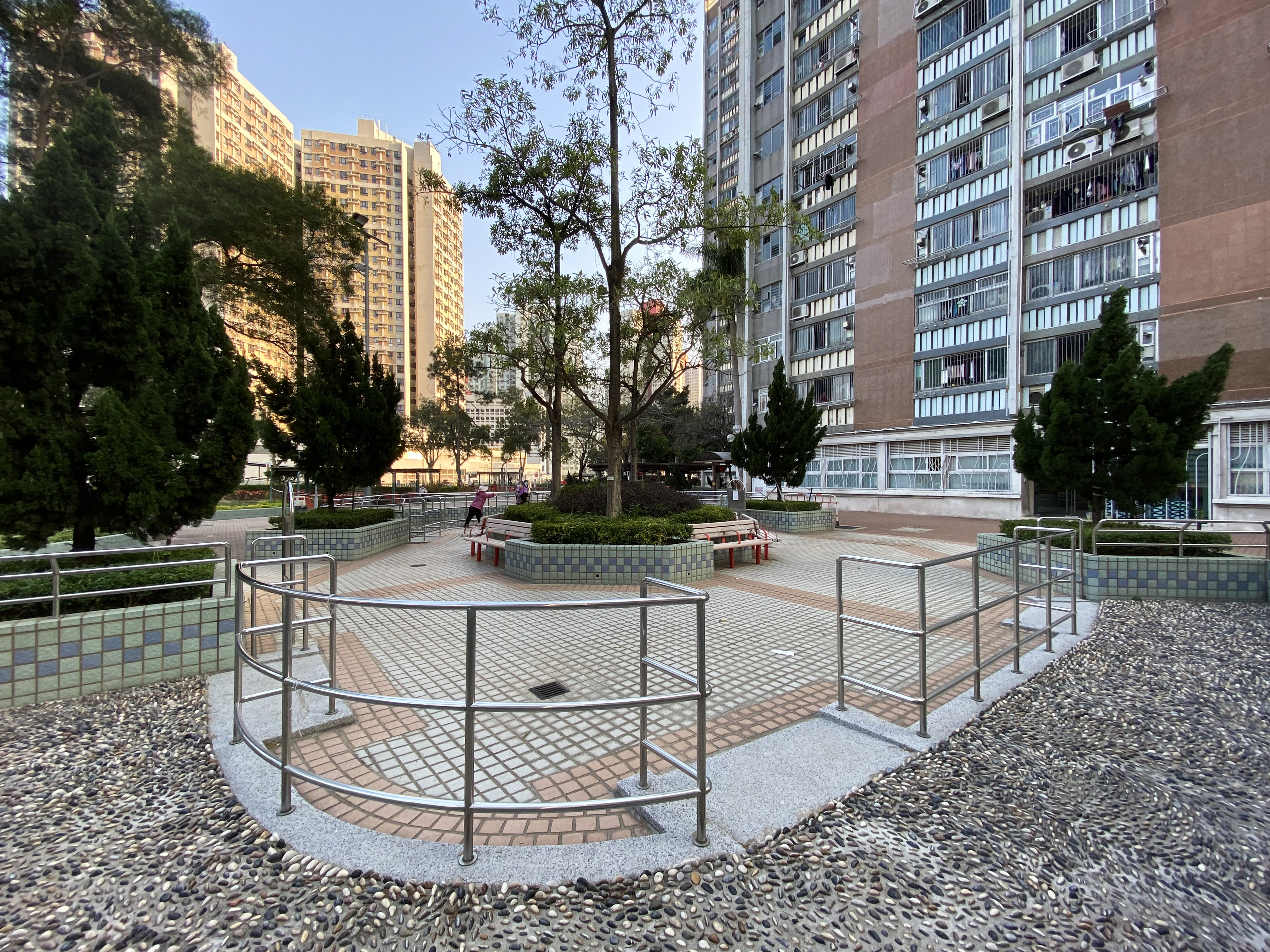
卵石路步行徑
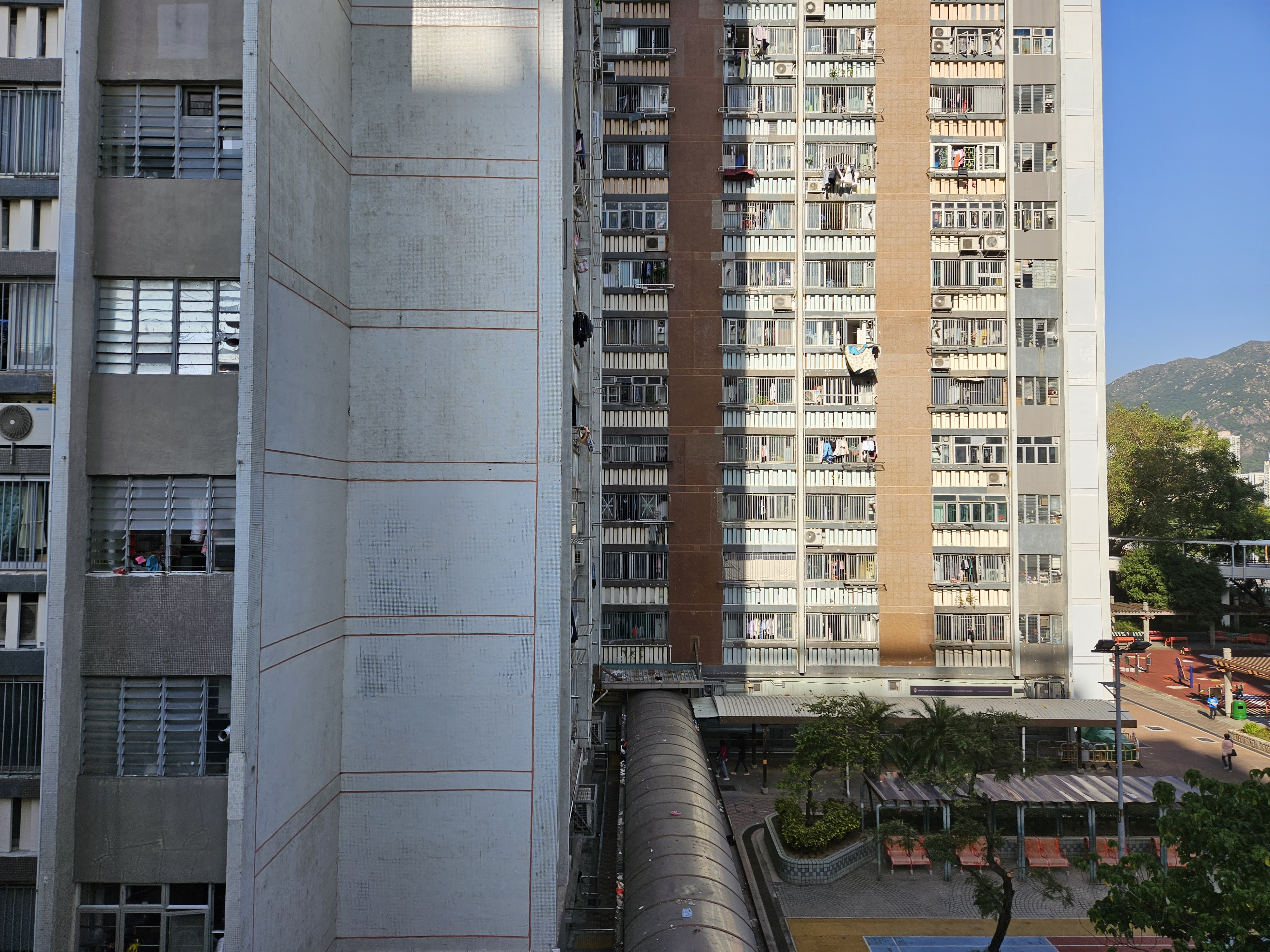
湖暉樓的閒坐區
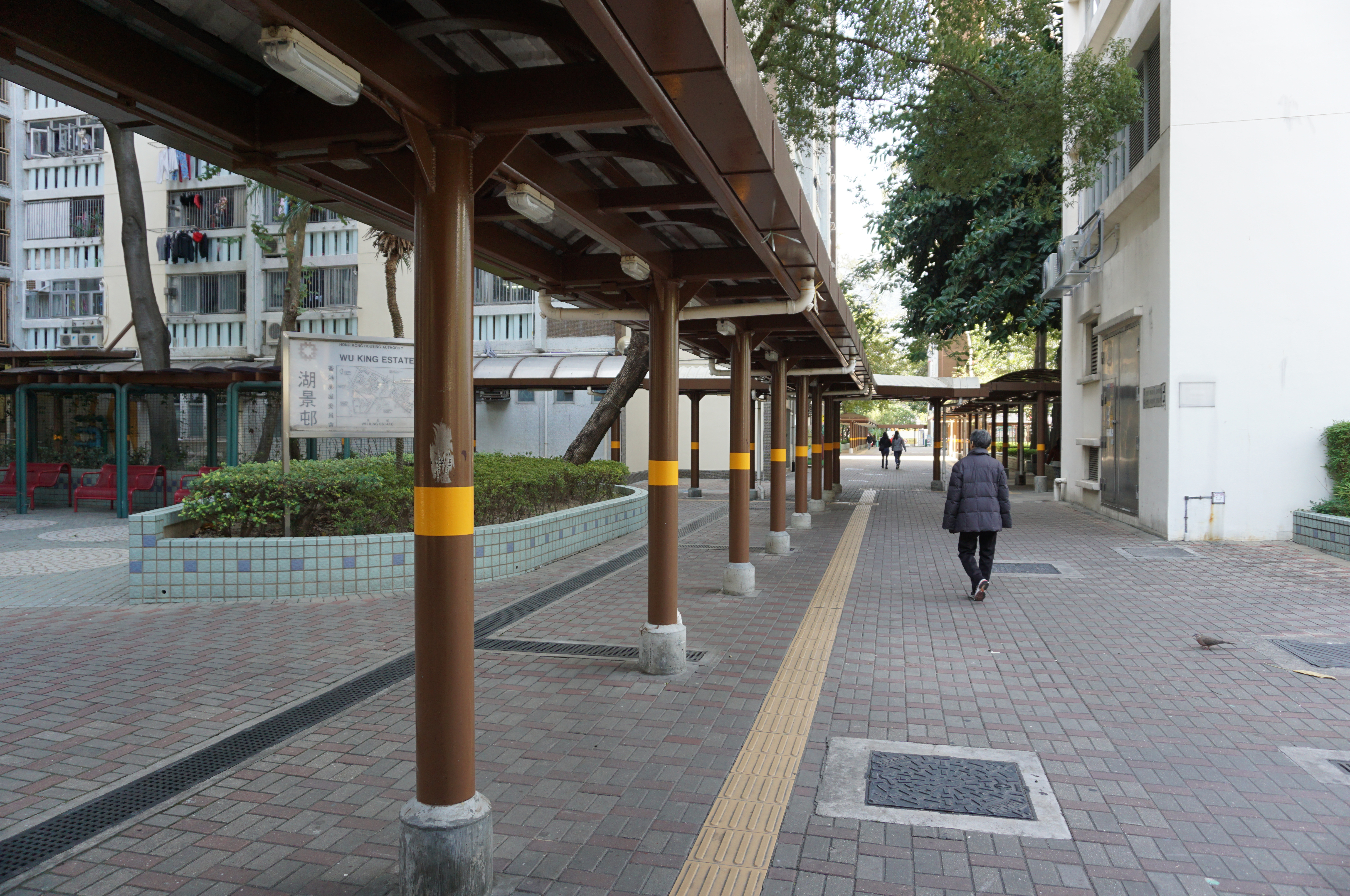
有蓋行人通道
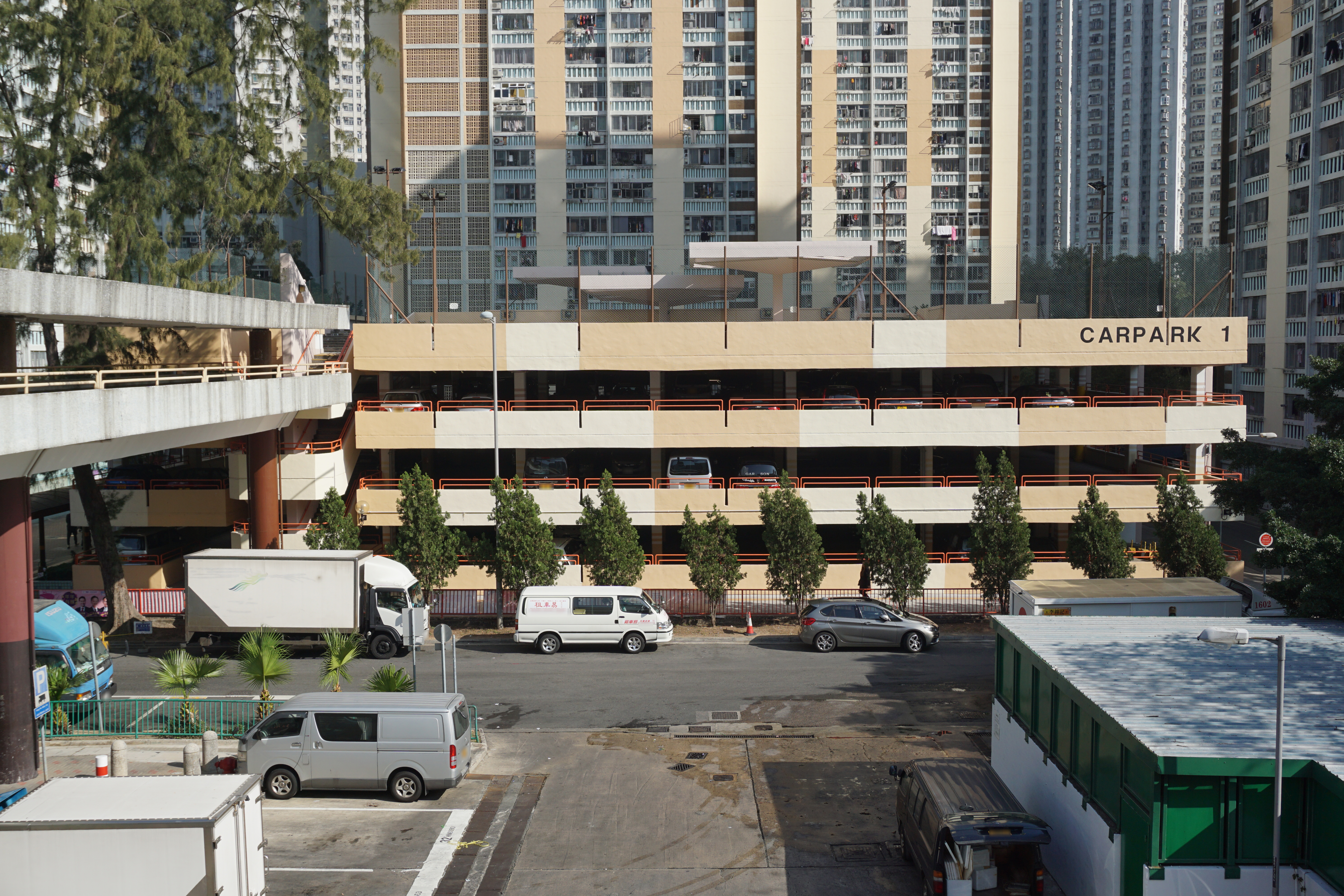
1號月租停車場
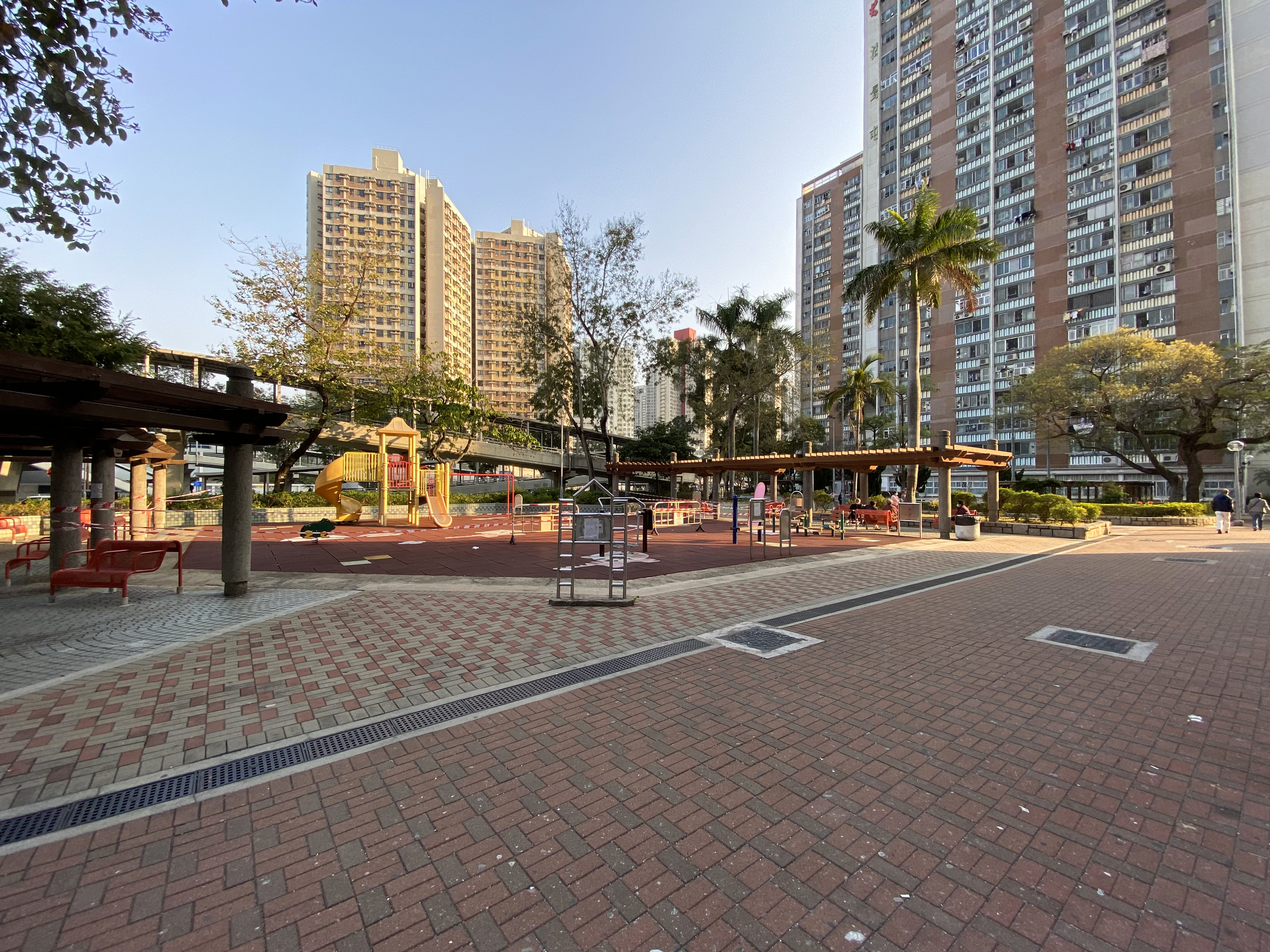
湖暉樓外的兒童遊樂場及健體區
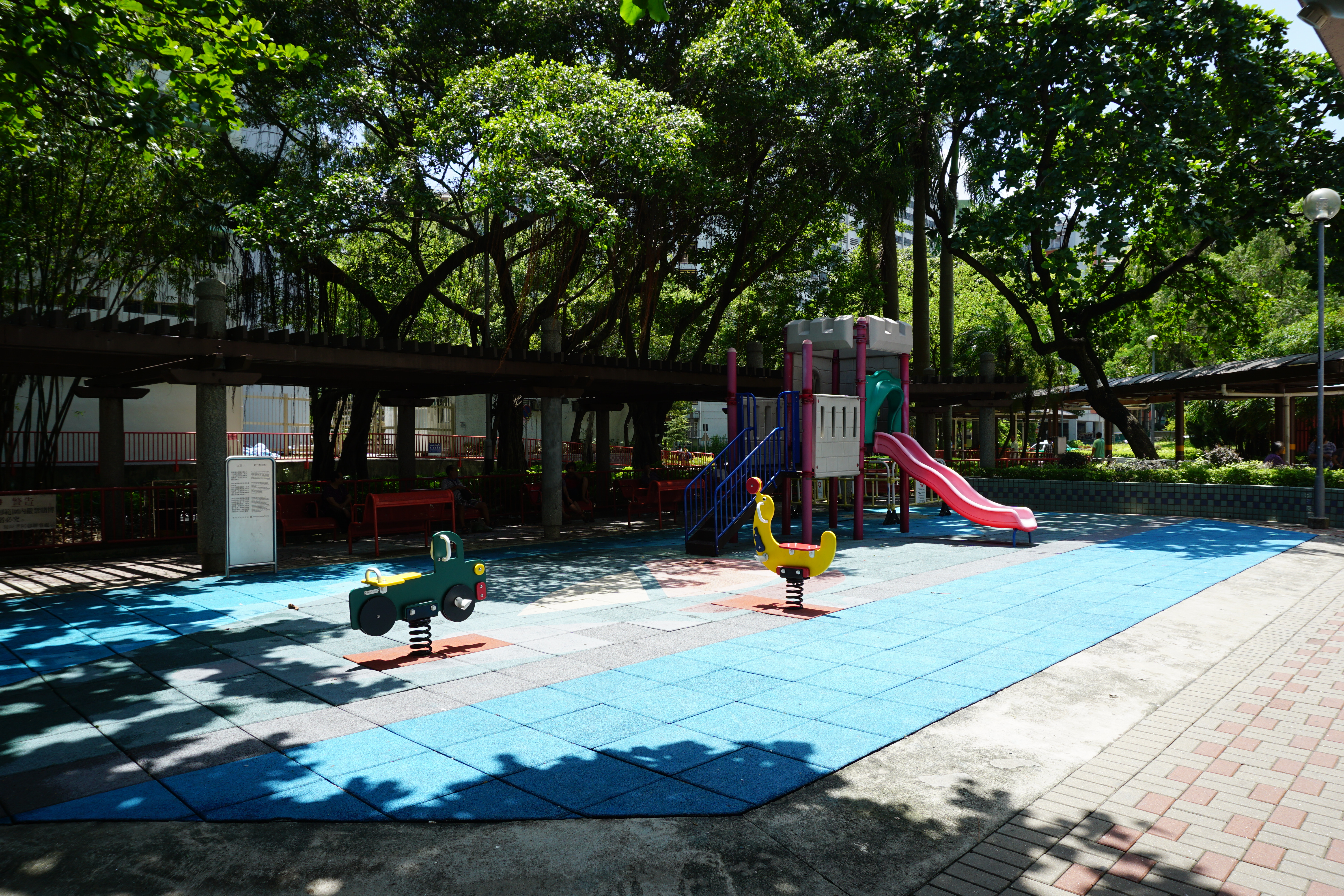
湖月樓外的兒童遊樂場

- 湖景邨社區園圃
- 單車停泊處
- 兒童遊樂設施
- 長者健身設施
- 棋枱

- 籃球場
- 湖暉樓外的羽毛球場
- 湖畔樓外的兒童遊樂場及健體區
- 卵石路步行徑
- 湖暉樓的閒坐區
- 有蓋行人通道
- 1號月租停車場
- 湖暉樓外的兒童遊樂場及健體區
- 湖月樓外的兒童遊樂場

### 教育及社福機構

#### 幼稚園
- 青松湖景幼稚園 （页面存档备份，存于）  （1982年創辦；湖光樓低座地下21-34室）
- 仁愛堂葉德海幼稚園 （页面存档备份，存于）  （1983年創辦；湖畔樓低座地下21-34室；前稱：仁愛堂第二幼稚園）

#### 小學
- 保良局梁周順琴小學（1984年創辦；湖景邨屋邨小學第3號校舍/湖暉街1號[6]）
- 道教青松小學 (湖景邨)（2008年創辦；湖景邨第一期屋邨小學第1號校舍/湖昌街4號[6]；原香海蓮社主辦佛教黃筱煒紀念學校校舍）

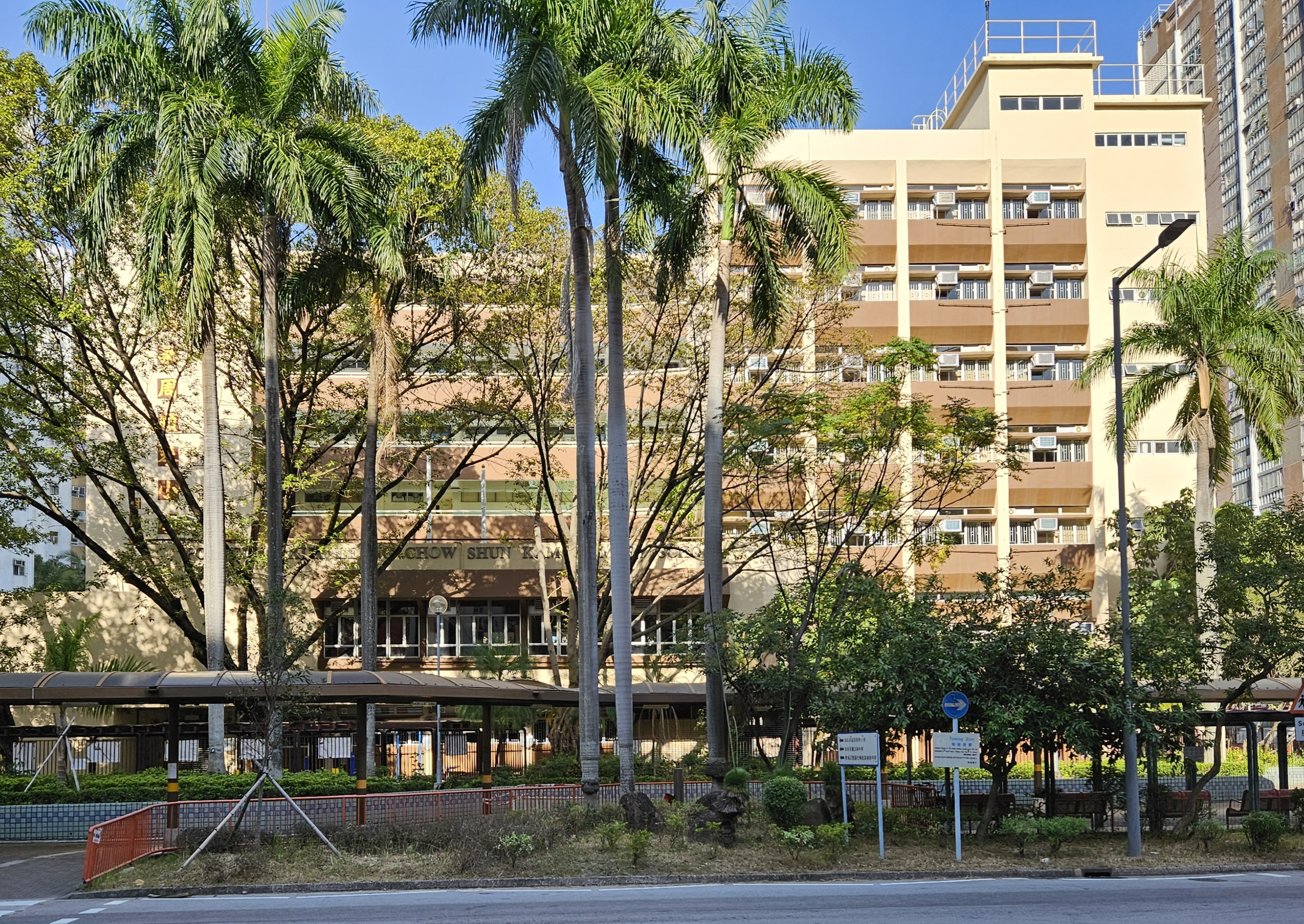
保良局梁周順琴小學
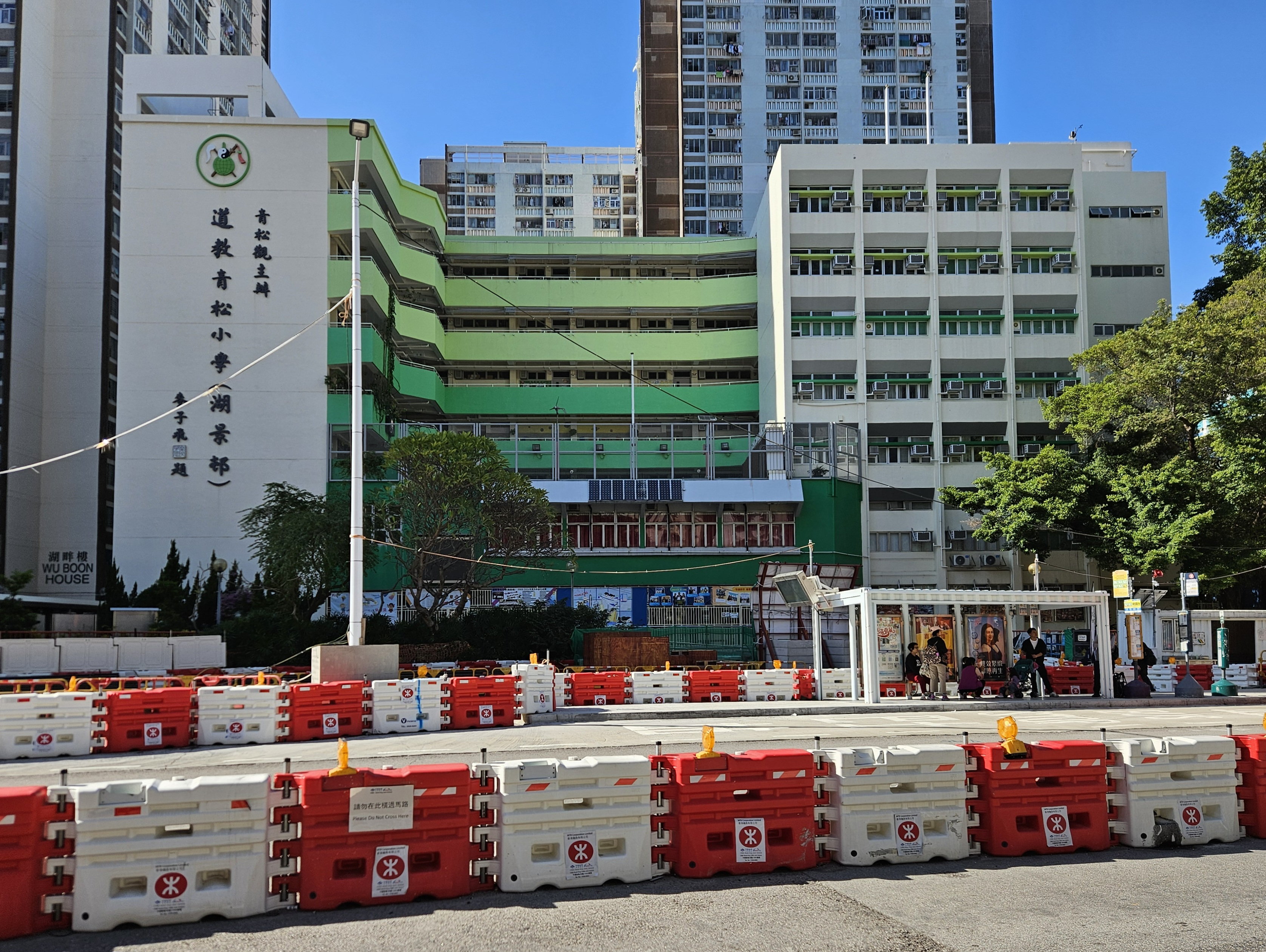
道教青松小學 (湖景邨)

#### 中學
- 東華三院辛亥年總理中學（湖昌街3號[6]）
- 迦密唐賓南紀念中學（湖月街2號[6]）
- 保良局董玉娣中學（湖暉街5號[6]）
- 香海正覺蓮社佛教梁植偉中學（湖暉街7號[6]）

#### 社福/專上教育/培訓機構
| 名稱                                                                                          | 類別                 | 樓宇位置 | 門牌              |
| --------------------------------------------------------------------------------------------- | -------------------- | -------- | ----------------- |
| 中國基督教播道會景福堂/白普理閱讀資源中心                                                     | 教會/自修室          | 湖畔樓   | 地下1-4室         |
| 明愛屯門社區進修中心-湖景（分校）                                                             | 教育                 | 湖畔樓   | 地下11-16室       |
| 鄰舍輔導會新界西日間社區康復中心                                                              | 物理治療護理         | 湖光樓   | 地下1-6號及9-16室 |
| 社會福利署南屯門綜合家庭服務中心                                                              | 服務                 | 湖碧樓   | 地下1-7及9-16室   |
| 屯門婦聯有限公司林貝聿嘉綜合服務中心/雷羅慧洪耆康天地/博智專才教育中心/新界社團聯會再培訓中心 | 服務/教育            | 湖碧樓   | 地下20-29室       |
| 香港童軍總會新界地域屯門西區區會                                                              | 辦公室               | 湖碧樓   | 地下32室          |
| 明愛社區書院–屯門                                                                             | 教育                 | 湖月樓   | 地下21-34室       |
| 仁濟醫院曾榮夫人長者鄰舍中心（副址）                                                          | 長者中心             | 湖翠樓   | 地下2-6室         |
| 仁濟醫院孫蔡吐媚睦鄰社區服務中心                                                              | 日間照顧服務         | 湖翠樓   | 地下1及16室       |
| 新生精神康復會安泰軒(屯門)                                                                    | 精神健康綜合社區中心 | 湖翠樓   | 地下9至15室       |
| 屯門婦聯有限公司香港崇德社湖景綜合服務中心                                                    | 服務                 | 湖翠樓   | 地下21-27室       |
| 明愛賽馬會屯門青少年綜合服務中心 （副址）                                                     | 青少年中心           | 湖翠樓   | 地下28-34室       |
| 香港聖公會福利協會聖公會湖景展能中心及宿舍                                                    | 弱能人士中心         | 湖暉樓   | 地下              |

#### 中醫流動醫療車
時任當區區議員周啟廉與博愛醫院達成合作，以協辦名義將中醫流動醫療車引入湖景邨，每周停泊在湖畔樓外提供服務，為基層巿民提供廉價、便捷、到點的中醫內科、針灸、骨傷和配藥等服務。

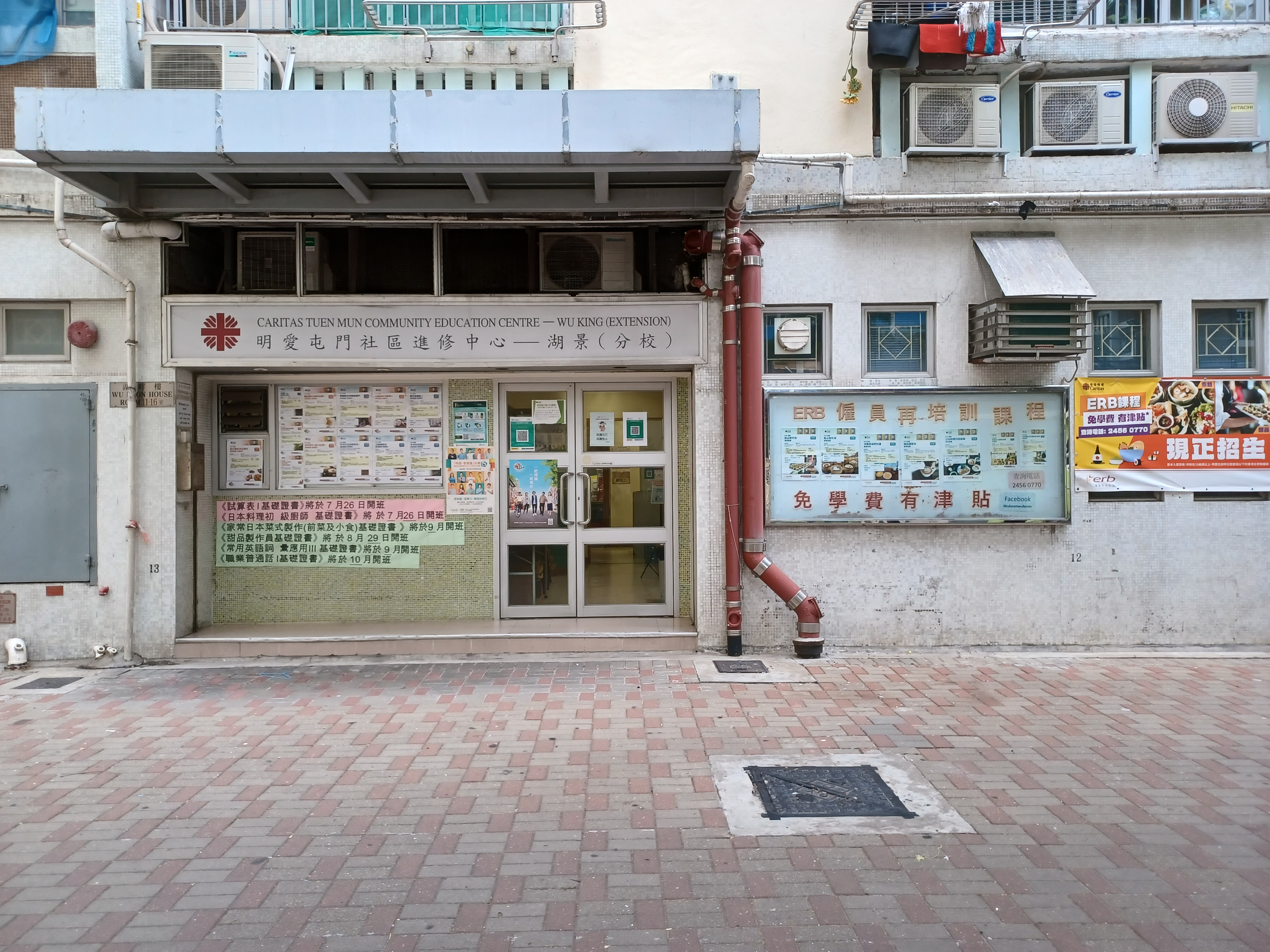
明愛屯門社區進修中心 - 湖景（分校）
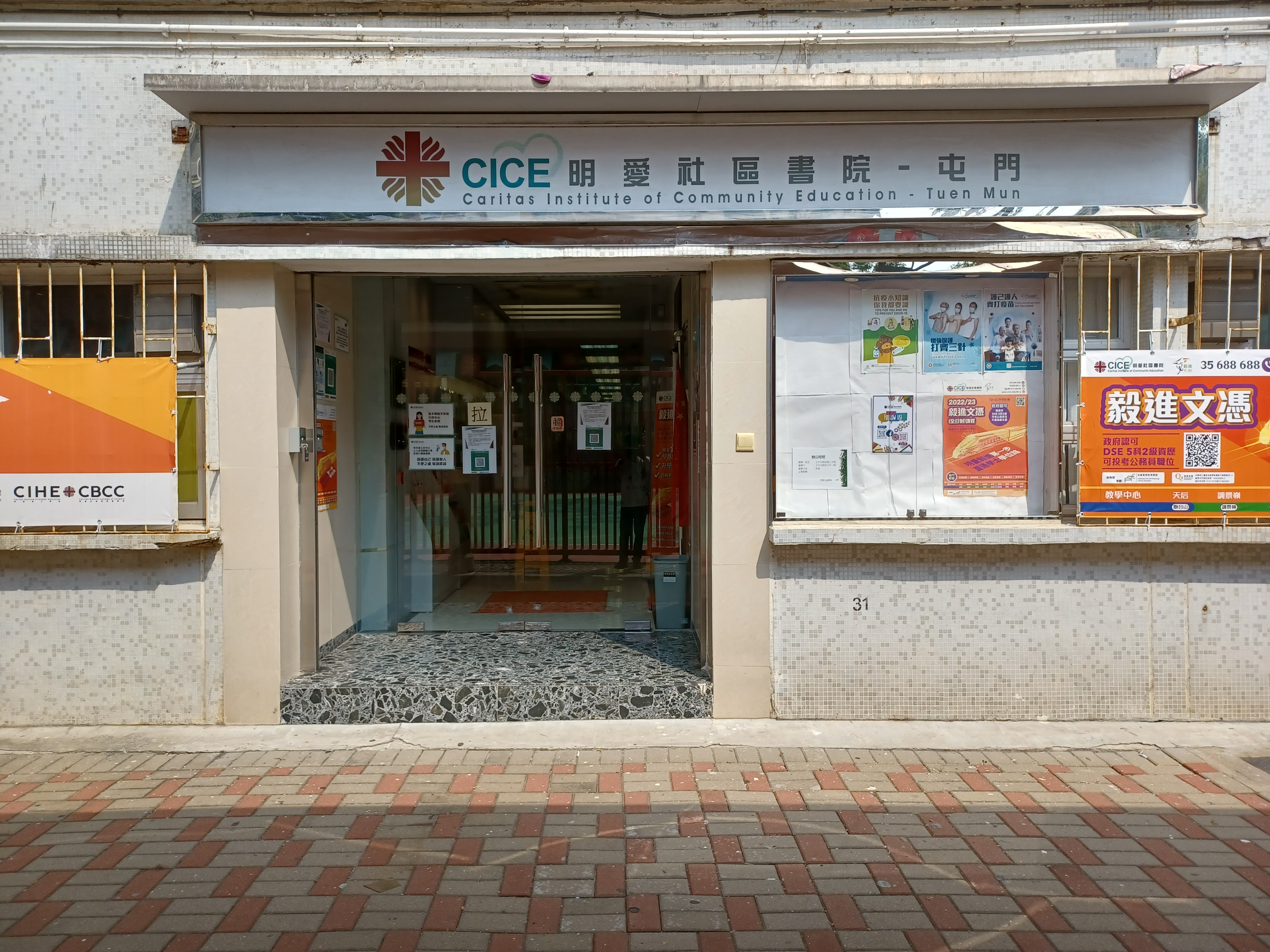
明愛社區書院 - 屯門（2022年7月）
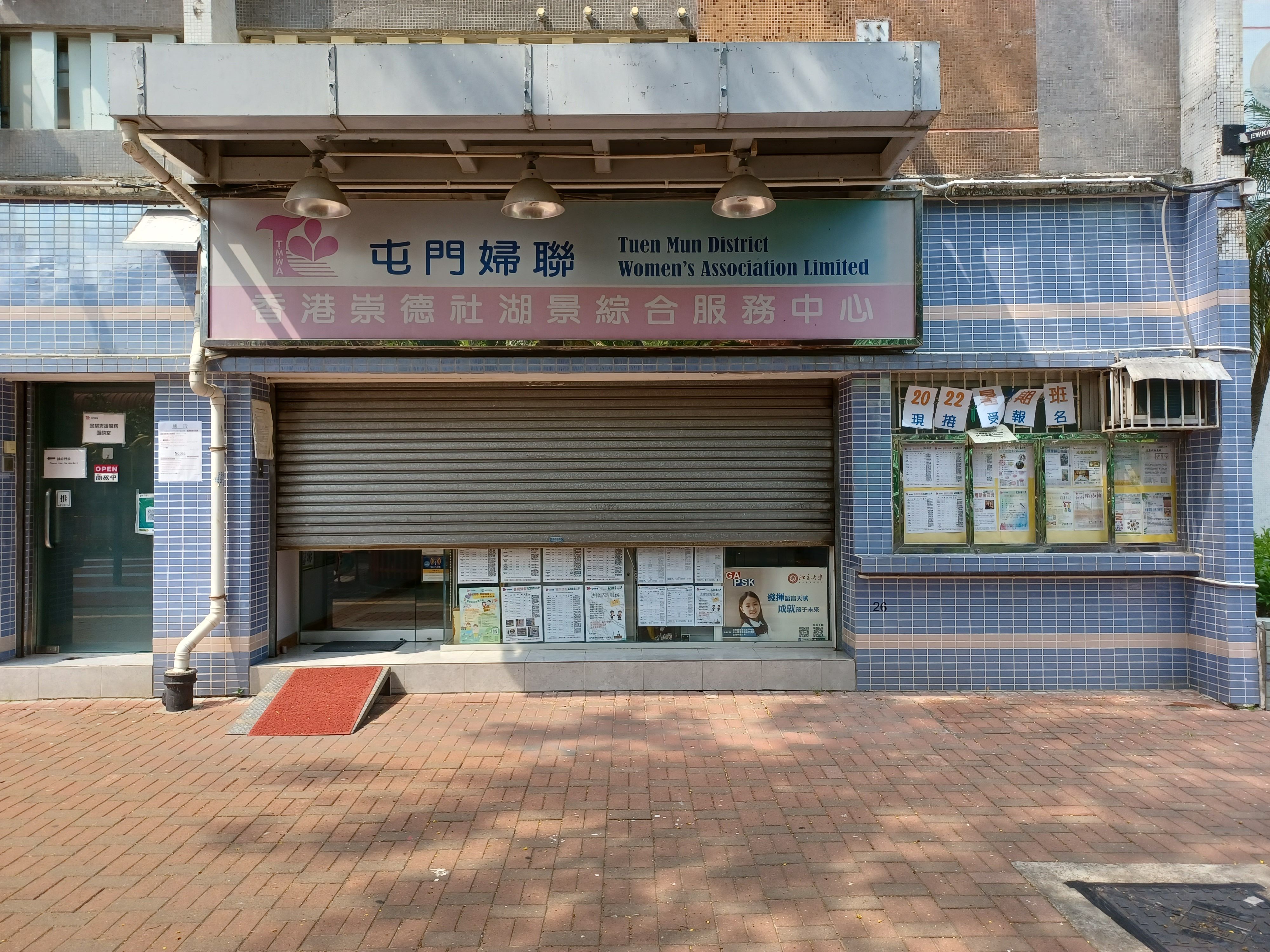
屯門婦聯香港崇德社湖景綜合服務中心（2022年7月）
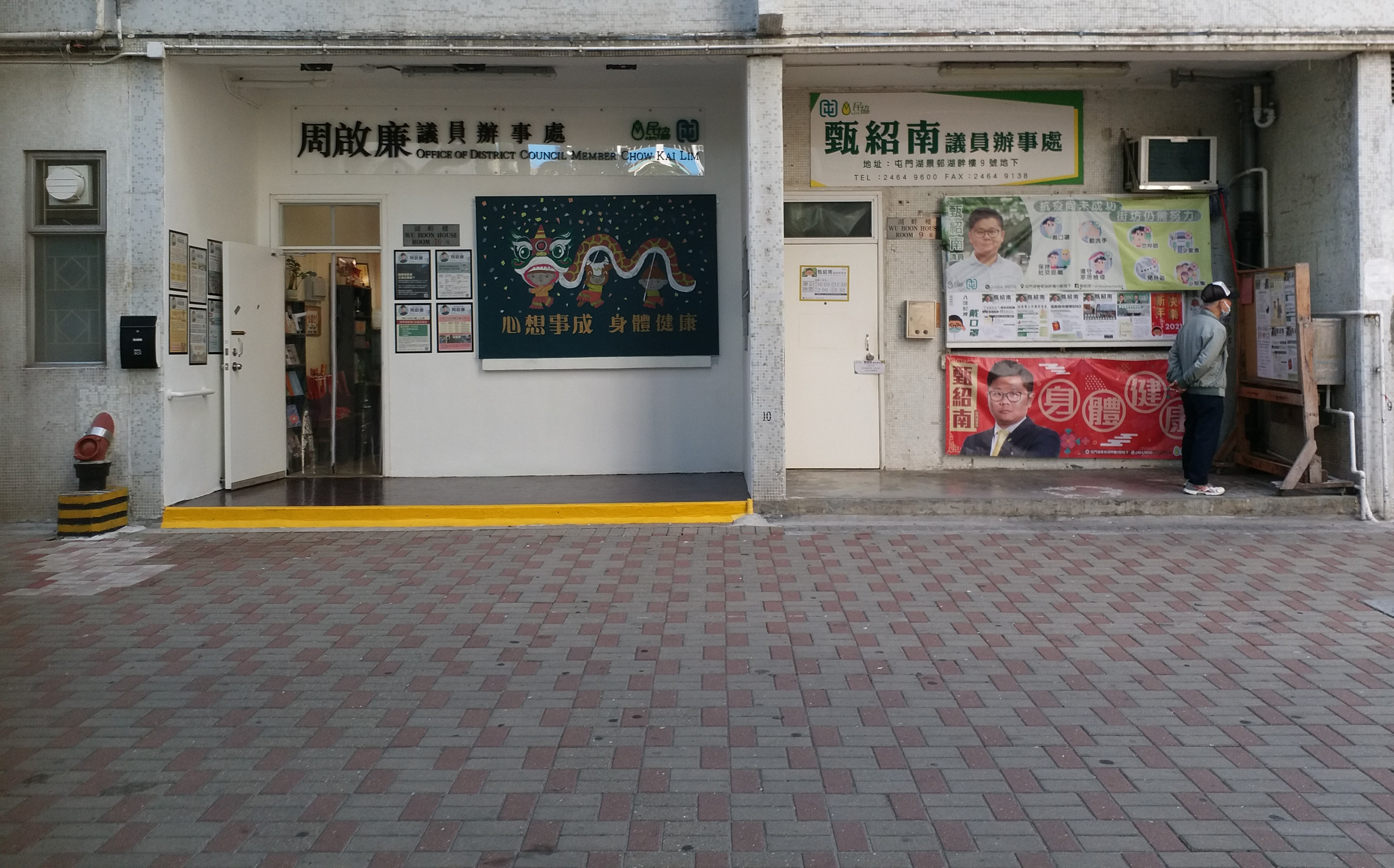
周啟廉議員辦事處與毗鄰的甄紹南議員辦事處（2021年2月）

- 華夏中英文幼稚園（湖月樓高座地下；1985年至2002年）
- 湖景邨道光中英文幼稚園 （湖光樓高座地下；1983年至2002年）
- 神召會惠民幼稚園 （湖翠樓高座地下；1984年至2012年）
- 湖景晨輝學校 （湖景邨湖碧樓地下；1985年至1991年）
- 新界神召會湖景聚會處/新界神召會屯門堂 （湖翠樓高座地下；1985年至2004年）
- 穆民英文幼稚園 （湖光樓高座地下；2003年至2007年）
- 香海蓮社主辦佛教黃筱煒紀念學校 （第一期屋邨小學第1號校舍；1982年至2008年，原校舍現為道教青松小學 (湖景邨)）
- 嚴天生議員辦事處 （湖畔樓地下9號；至2015年）
- 梁健文議員辦事處 （湖畔樓地下10號[7]；至2019年）
- 甄紹南議員辦事處 （湖畔樓地下9號；至2023年12月）
- 周啟廉議員辦事處 （湖畔樓地下10號；至2023年12月）

## 交通
湖景邨連接多個巴士站，包括湖翠路「湖景邨湖碧樓」、湖景路「湖景邨湖畔樓」（南/北行）、湖景路「湖景邨湖翠樓」（南/北行）、湖山路「兆山苑」，另可前往屯門碼頭總站。預計2030年，湖景路的港鐵「屯門南站」將落成啟用，成為屯馬綫新總站。
| 港鐵 |
| --- |
| - █ 輕鐵兆禧站 - █ 507、 █ 614、 █ 614P - █ 輕鐵屯門碼頭站 - █ 507、 █ 610、 █ 614、 █ 614P、 █ 615、 █ 615P |

| 渡輪                                      |
| ----------------------------------------- |
| - 屯門碼頭 - 屯門－東涌－沙螺灣－大澳航線 |

| 的士                             |
| -------------------------------- |
| - 蝶景路湖景邨湖碧樓外設有的士站 |

## 著名居民
- 梁嘉琪：香港藝人，曾居於湖翠樓[9]

## 所屬選區及議員
香港議會曾分為三級制，第一級為全港性的立法會，第二級為區域性的市政局／區域市政局（僅於1986年4月1日至1999年12月31日出現），第三級為地區性的區議會。自從2000年1月1日起香港議會只剩下全港性的立法會以及地區性的區議會。
立法局／立法會選舉

2020年前，本邨立法會地區直選屬新界西（LC4）選區，此區有9名立法會議員。2021年起，改為屬新界西北選區（LC8），有2名立法會議員。
區域市政局選舉
香港政府在1985年4月在新界地區成立臨時區域議局，並在1986年4月1日成立正式區域市政局，湖景邨在區域市政局選舉分區中，屬於屯門西選區。
| 選舉年份 | 當選人     | 當選人 | 其他候選人     | 其他候選人 | 其他候選人     | 其他候選人 |
| 選舉年份 | 當選人姓名 | 得票   | 其他候選人姓名 | 得票       | 其他候選人姓名 | 得票       |
| -------- | ---------- | ------ | -------------- | ---------- | -------------- | ---------- |
| 1985     | 吳明欽     |        |                |            |                |            |
| 1986     | 吳明欽     | 14,795 | 溫瑞玲         | 4,765      | -              | -          |
| 1989     | 吳明欽     | 9,573  | 王健康         | 4,785      | -              | -          |
| 1991     | 吳明欽     | 14,010 | 李概俠         | 3,736      | -              | -          |
| 1992     | 嚴天生     | 7,629  | 李文光         | 6,839      | 梁健文         | 4,343      |
| 1995     | 嚴天生     | 8,278  | 宋景輝         | 1,481      | -              | -          |
| 1997     | 何俊仁     |        |                |            |                |            |

區議會選舉

湖景邨在區議會選舉分區中，屬於屯門區議會的屯門西選區（L2），此選區於2023年香港區議會選舉設立，現由民建聯成員鍾健峰與工聯會成員徐帆擔任當區區議員。
- 歷屆議員

| 選區名稱 | 屆別           | 議員   | 政治聯繫                          | 政治聯繫                          | 議員                              | 政治聯繫 | 政治聯繫 |
| -------- | -------------- | ------ | --------------------------------- | --------------------------------- | --------------------------------- | -------- | -------- |
| 屯門西南 | 1982年－1985年 | 劉南安 |                                   | 無黨籍                            | 曹紹偉                            |          | 鄉事派   |
| 屯門西南 | 1985年－1988年 | 嚴天生 |                                   | 無黨籍 → 民協                     | 吳惠祖                            |          | 國民黨   |
| 屯門西南 | 1988年－1991年 | 梁健文 |                                   | 新 新社聯                         | 吳惠祖                            |          | 國民黨   |
| 湖景     | 1991年－1994年 | 梁健文 |                                   | 新 新社聯                         | 吳惠祖                            |          | 國民黨   |
| 湖景     | 1994年－1999年 | 梁健文 | 分拆出兆禧選區後， 改為單議席選區 | 分拆出兆禧選區後， 改為單議席選區 | 分拆出兆禧選區後， 改為單議席選區 |          |          |
| 湖景     | 2000年－2003年 | 梁健文 | 分拆出兆禧選區後， 改為單議席選區 | 分拆出兆禧選區後， 改為單議席選區 | 分拆出兆禧選區後， 改為單議席選區 |          | 民建聯   |
| 湖景     | 2004年－2007年 | 梁健文 | 分拆出兆禧選區後， 改為單議席選區 | 分拆出兆禧選區後， 改為單議席選區 | 分拆出兆禧選區後， 改為單議席選區 |          | 民建聯   |
| 湖景     | 2008年－2011年 | 梁健文 | 分拆出兆禧選區後， 改為單議席選區 | 分拆出兆禧選區後， 改為單議席選區 | 分拆出兆禧選區後， 改為單議席選區 |          | 民建聯   |
| 湖景     | 2012年－2015年 | 梁健文 | 分拆出兆禧選區後， 改為單議席選區 | 分拆出兆禧選區後， 改為單議席選區 | 分拆出兆禧選區後， 改為單議席選區 |          | 民建聯   |
| 湖景     | 2016年－2019年 | 梁健文 | 分拆出兆禧選區後， 改為單議席選區 | 分拆出兆禧選區後， 改為單議席選區 | 分拆出兆禧選區後， 改為單議席選區 |          | 民建聯   |
| 湖景     | 2020年－2023年 | 周啟廉 | 分拆出兆禧選區後， 改為單議席選區 | 分拆出兆禧選區後， 改為單議席選區 | 分拆出兆禧選區後， 改為單議席選區 |          | 民協     |
| 屯門西   | 2024年－2027年 | 鍾健峰 |                                   | 民建聯                            | 徐帆                              |          | 工聯會   |

| 政党   | 政党       | 候选人            | 票数  | %     | ±      |
| ------ | ---------- | ----------------- | ----- | ----- | ------ |
|        | 香港政研會 | ①. 鄧德成（德德） | 4,903 | 16.30 | 不適用 |
|        | 實政圓桌   | ②. 莊豪鋒         | 7,149 | 23.76 | 不適用 |
|        | 民建聯     | ③. 鍾健峰         | 9,426 | 31.33 | 不適用 |
|        | 工聯會     | ④. 徐帆           | 8,608 | 28.61 | 不適用 |
| 多数票 | 多数票     | 多数票            | 1,459 | 4.85  | 不適用 |

| 政党   | 政党   | 候选人    | 票数  | %     | ±      |
| ------ | ------ | --------- | ----- | ----- | ------ |
|        | 民協   | ①. 周啟廉 | 3,724 | 67.83 | ▲25.92 |
|        | 民建聯 | ②. 梁健文 | 1,766 | 32.17 | ▼25.92 |
| 多数票 | 多数票 | 多数票    | 1,958 | 35.66 | 不適用 |

| 政党   | 政党           | 候选人    | 票数  | %     | ±      |
| ------ | -------------- | --------- | ----- | ----- | ------ |
|        | 民建聯         | ①. 梁健文 | 1,454 | 58.09 | 不適用 |
|        | 屯門社區關注組 | ②. 周啟廉 | 1,049 | 41.91 | 不適用 |
| 多数票 | 多数票         | 多数票    | 405   | 16.18 | 不適用 |

| 政党   | 政党   | 候选人 | 票数     | %      | ±      |
| ------ | ------ | ------ | -------- | ------ | ------ |
|        | 民建聯 | 梁健文 | 自動當選 | 不適用 | 不適用 |
| 多数票 | 多数票 | 多数票 | 不適用   | 不適用 | 不適用 |

| 政党   | 政党   | 候选人    | 票数  | %     | ±      |
| ------ | ------ | --------- | ----- | ----- | ------ |
|        | 民建聯 | ①. 梁健文 | 1,776 | 78.17 | 不適用 |
|        | 獨立   | ②. 袁惠森 | 496   | 21.83 | 不適用 |
| 多数票 | 多数票 | 多数票    | 1,280 | 56.34 | 不適用 |

| 政党   | 政党   | 候选人 | 票数     | %      | ±      |
| ------ | ------ | ------ | -------- | ------ | ------ |
|        | 民建聯 | 梁健文 | 自動當選 | 不適用 | 不適用 |
| 多数票 | 多数票 | 多数票 | 不適用   | 不適用 | 不適用 |

| 政党   | 政党   | 候选人    | 票数  | %     | ±      |
| ------ | ------ | --------- | ----- | ----- | ------ |
|        | 民建聯 | ①. 梁健文 | 2,458 | 75.61 | 不適用 |
|        | 民協   | ②. 章楚英 | 793   | 24.39 | 不適用 |
| 多数票 | 多数票 | 多数票    | 1,665 | 51.22 | 不適用 |

| 政党   | 政党         | 候选人 | 票数     | %      | ±      |
| ------ | ------------ | ------ | -------- | ------ | ------ |
|        | 新界社團聯會 | 梁健文 | 自動當選 | 不適用 | 不適用 |
| 多数票 | 多数票       | 多数票 | 不適用   | 不適用 | 不適用 |

| 政党   | 政党         | 候选人 | 票数  | %     | ±      |
| ------ | ------------ | ------ | ----- | ----- | ------ |
|        | 新界社團聯會 | 梁健文 | 1,806 | 66.64 | 不適用 |
|        | 港同盟       | 張德祥 | 904   | 33.36 | 不適用 |
| 多数票 | 多数票       | 多数票 | 902   | 33.28 | 不適用 |

| 政党   | 政党           | 候选人 | 票数  | %     | ±      |
| ------ | -------------- | ------ | ----- | ----- | ------ |
|        | 港同盟/ 國民黨 | 吳惠祖 | 1,515 | 62.94 | 不適用 |
|        | 自民聯         | 李慨俠 | 892   | 37.06 | 不適用 |
| 多数票 | 多数票         | 多数票 | 623   | 25.88 | 不適用 |

| 政党   | 政党         | 候选人 | 票数  | %     | ±      |
| ------ | ------------ | ------ | ----- | ----- | ------ |
|        | 匯點/ 國民黨 | 吳惠祖 | 2,132 | 43.94 | 不適用 |
|        | 新界社團聯會 | 梁健文 | 1,580 | 32.56 | 不適用 |
|        | 匯點         | 馮宗基 | 1,140 | 23.50 | 不適用 |
| 多数票 | 多数票       | 多数票 | 440   | 9.07  | 不適用 |

| 政党   | 政党       | 候选人 | 票数  | %     | ±      |
| ------ | ---------- | ------ | ----- | ----- | ------ |
|        | 獨立       | 嚴天生 | 4,167 | 37.95 | 不適用 |
|        | 中國國民黨 | 吳惠祖 | 3,684 | 33.55 | 不適用 |
|        | 無黨派     | 李乃溪 | 1,309 | 11.92 | 不適用 |
|        | 無黨派     | 張志泉 | 1,194 | 10.87 | 不適用 |
|        | 無黨派     | 謝義方 | 333   | 3.03  | 不適用 |
|        | 無黨派     | 鄭鴻森 | 294   | 2.68  | 不適用 |
| 多数票 | 多数票     | 多数票 | 2,375 | 21.63 | 不適用 |

| 政党   | 政党   | 候选人 | 票数  | %     | ±      |
| ------ | ------ | ------ | ----- | ----- | ------ |
|        | 無黨派 | 曹紹偉 | 1,189 | 31.89 | 不適用 |
|        | 無黨派 | 劉南安 | 1,161 | 31.14 | 不適用 |
|        | 無黨派 | 麥秉漢 | 793   | 21.27 | 不適用 |
|        | 無黨派 | 潘展鴻 | 585   | 15.69 | 不適用 |
| 多数票 | 多数票 | 多数票 | 368   | 9.87  | 不適用 |

## 事件
按「展開」查看
| - 2009年12月13日深夜，湖暉樓七樓一個單位，58歲男子李官發因拒絕交出兒子回鄉證予妻子黃惠珍回鄉過冬，發生激烈衝突，並當着稚子面前用鐵鎚殺妻。父子伴屍一晚後，李男才託孤自首，一年後被判終身監禁。 - 2016年1月5日，湖景邨發生炮彈飛車，女司機從3樓停車場墮下重傷。 - 2016年2月8日，湖景邨停車場內一輛七人車遭潑紅油。 - 2017年4月27日，時為湖景區區議員的梁健文因在湖景邨內懸掛多條煽動性橫幅公開歧視精神病患者，被控告違反《殘疾歧視條例》，成為香港首宗成功控告歧視精神病患者案件。 - 2019年1月6日早上11時許，一名58歲男子被發現從湖畔樓高處墮下昏迷，送院後證實死亡。警方於現場無檢獲遺書，初步調查後相信事主抹窗時意外墮下。 - 2019冠狀病毒病香港疫情中，本邨各座大廈均有多名確診個案患者居住。 - 2020年2月8日，凌晨4時許，湖景邨一單位的52歲婦人及55歲丈夫與4名男子因金錢問題爭執，4男一怒之下以木棍襲擊夫婦，婦人頭及腳受傷，丈夫肩部亦受傷，被送往屯門醫院治理。警方接報到場，經初步調查，案件列襲擊致造成實際身體傷害，交由屯門警區刑事調查隊第三隊跟進，暫未有人被捕。 - 2020年7月28日早上9時許，湖景邨一停車場外發現一名男子倒臥在地，他多處受傷陷入昏迷，由救護車送院治理，其後恢復清醒。警方於現場沒有檢獲遺書，初步調查相信71歲的姓劉老翁從停車場一樓層墮下，事件沒有可疑。 - 2021年5月4日早上9時許，湖碧樓一名女子墮樓並倒臥天井，清潔工人發現事件並報案。警員接報到場，該名65歲姓張女子被證實當場死亡。警方於現場沒有檢獲遺書，經初步調查，相信她從上址一走廊墮下，其死因有待驗屍後確定。 - 2021年6月16日早上9時許，湖碧樓對開的士站位置有一名男子被另一男子用刀襲擊，兇徒之後逃去。 - 2021年11月8日晚上，湖碧樓低座20樓一個單位外雜物遭人縱火，鄰居合力將火救熄，片段於網上廣為流傳。警方經調查後，13日警方拘捕一名居住同邨的67歲涉案男子。警方相信，疑犯是不滿妻子經常沉迷前往起火單位一帶，與街坊聚餐和打麻雀，遂憤而縱火。 - 2022年3月17日下午3時30分限制湖暉樓內的人士，須留在其處所並接受強制檢測至18日完成，約1,350名身處「受限區域」內的人士接受檢測，當中發現136宗初步陽性檢測個案，和42宗檢測結果為不確定的個案，到訪約730戶，當中183戶在過程中沒人應門。 - 2022年7月14日湖翠樓列為「受限區域」，進行新型冠狀病毒強制檢測，至15日上午約7時完成，共有約1770人接受檢測，發現14宗陽性個案。政府亦派員到訪「受限區域」內約720戶，當中28戶沒人應門，政府會採取措施跟進。 - 2022年11月6日下午1時，湖畔樓單位內一名20歲姓譚的女兒於房間內昏迷。救護員接報到場，將女事主送往屯門醫院搶救。警員經初步調查，懷疑女子服藥企圖自殺。警方於現場沒有檢獲遺書。 - 2023年2月1日凌晨4時27分，湖翠樓一單位內，一對姓麥(20及23歲)姊弟疑因瑣事問題爭執，期間弟弟發惡出言恐嚇，並以木棍毆傷胞姊腰部，麥女不忿大義滅親，致電報案向執法人員講述事發經過。經調查後，麥男涉嫌「刑事恐嚇」及「普通襲擊」被捕帶署扣查，而胞姊則由救護車送往屯門醫院治理。 - 2023年4月23日晚上10許，一名男子倒臥在湖畔樓對開位置，救護員到場將昏迷事主送往屯門醫院救治，惜其後證實死亡。執法人員經初步調查，相信姓曾(83歲)男事主從上址一單位墮下，現場沒有檢獲遺書，死因有待驗屍後確定。 - 2023年5月8日凌晨3時許，湖月樓有住戶驚聞窗外傳來巨響，探頭察看發現一名男子倒臥大廈對開地上，懷疑從高處墮下，報案求助。救護員到場經檢驗證實事主當場死亡。未有發現遺書，經調查後證實死者姓何(47歲)，為上址大廈住客，相信他由大廈天井墮下。 - 2023年7月6日早上10時23分，一名中年男子倒臥湖碧樓天井位置，懷疑由高處墮下，其家人發現後報案。救護員接報到場，經檢驗後證實事主當場傷重不治。在場未有發現遺書，初步相信姓梁(65歲)男死者由大廈走廊墮下。 - 2023年7月15日凌晨4時25分，一名男子倒臥湖畔樓對開，懷疑由高處墮下。保安員聞巨響循聲查看，發現後報案求助。救護員接報到場，將事主送往屯門醫院搶救，惜終證實不治。人員在場檢獲遺書，經調查後證實死者姓王(90歲)，由大廈一走廊墮下，其死因有待驗屍後確定。 - 2023年12月7日早上7時許，湖暉樓對開行人天橋，發現一名男子用尼龍繩吊頸。他昏迷不醒送到屯門醫院搶救後不治。死者姓梁(70歲)，現場沒有檢獲遺書。據知梁翁受身體病困擾。 - 2023年12月28日晚上11時21分，湖畔樓姓陳(17歲)青年報案稱遭母親持刀襲擊，而這名女子之後從高處墮下，送院後證實死亡，報案少年身有刀傷。 |

## 外部連結
- 房委會物業位置及資料 湖景邨
- 房委會物業位置及資料 湖景邨 （页面存档备份，存于）